# Premsa rotativa

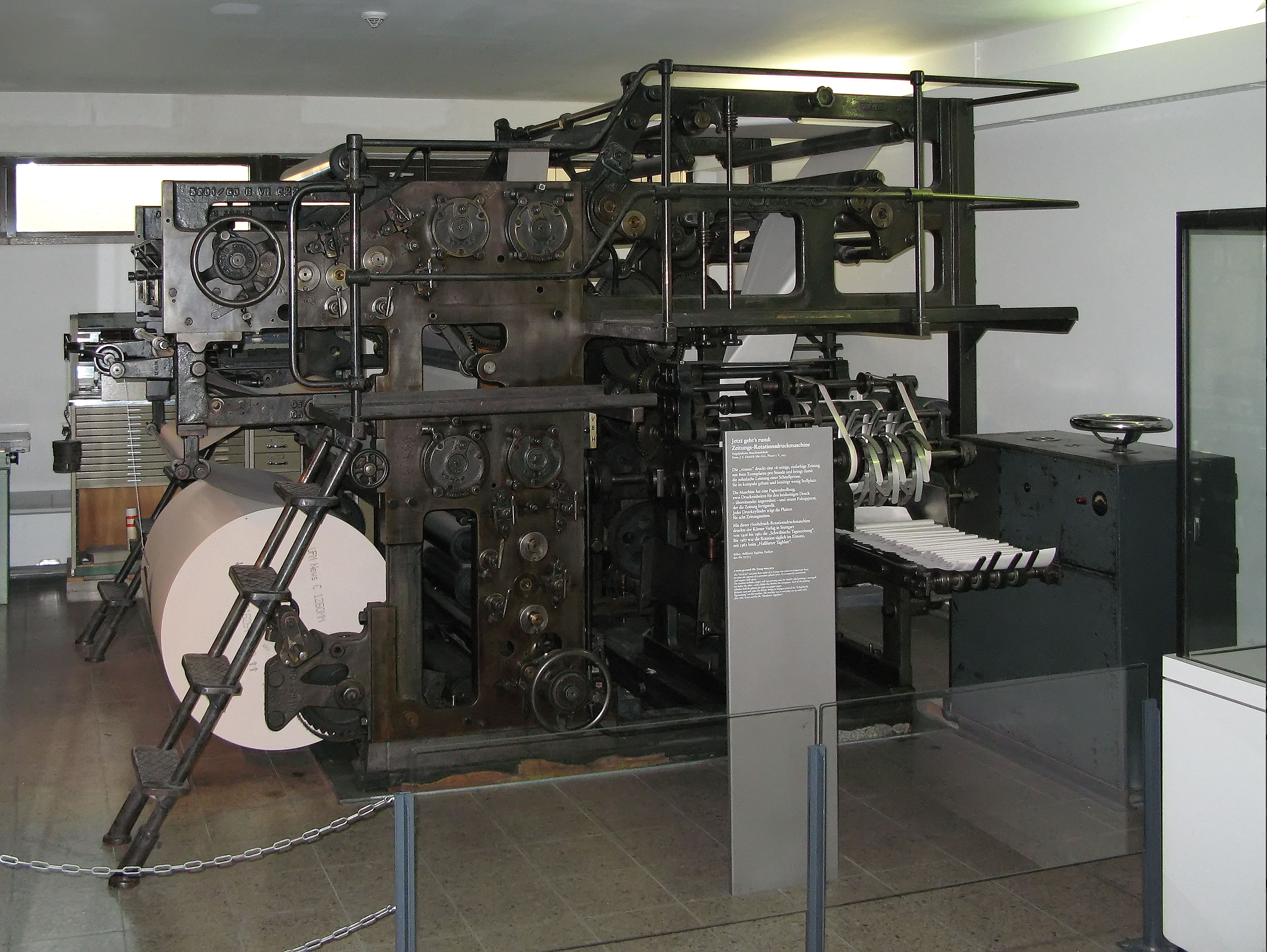
Antiga impressora rotativa exposada al Deutschen Museum de Múnic.

Una  rotativa  ( impressora rotativa  o  premsa rotativa ) és una màquina d'impressió en què les imatges a imprimir es corben sobre un cilindre. La impressió es pot fer sobre gran nombre de substrats, incloent paper, cartró i plàstic, que poden alimentar per folis o mitjançant un rotlle continu.
La rotativa imprimeix i a més pot modificar el substrat mitjançant encunyats, envernissats de sobreimpressió o relleu. El corró rotatiu d'impressió va ser inventat per Richard March Hoe a 1843 i millorat després per William Bullock.

## Història
La invenció de la premsa rotativa no va ser un fet aïllat, sinó més aviat el resultat d'un llarg desenvolupament. August Applegath va construir a 1846 una màquina d'impressió per al Times capaç de realitzar 12.000 impressions per hora, amb base en desenvolupaments previs de Richard March Hoe, William Bullock i el francès Ippolito Marinoni.
La necessitat dels grans diaris de comptar amb sistemes per produir creixents tirades en temps rècord va portar a un ràpid desenvolupament de les màquines, amb millores que es succeïen any a any.
William Bullock va construir en el període 1863-1865 la primera màquina rotativa automatitzada de dos cilindres, amb una capacitat de 10.000 impressions per hora, que seria model per als desenvolupaments posteriors.
En endavant, i atès que s'ha solucionat l'automatització de l'alimentació del paper mitjançant l'ús de bobines, les millores van estar dirigides a reduir els temps de tallat i plegat, i la composició de textos, revolucionat això últim mitjançant la invenció de la linotip, creació de Ottmar Mergenthaler el 1886.

## Tècniques d'impressió
Les rotatives poden utilitzar diversos mètodes d'impressió, com flexografia, litografia òfset, òfset o rotogravat, sent aquest últim el d'ús més ampli en l'actualitat.